# Clifton Township (Missouri)
Clifton Township est un ancien township, situé dans le comté de Randolph, dans le Missouri, aux États-Unis,.
Le township est baptisé en référence à David Clifton, un pionnier.